# Obwód Opoczno Armii Krajowej
Obwód Opoczno Armii Krajowej – jednostka terytorialna Służby Zwycięstwu Polski, Związku Walki Zbrojnej, a następnie Armii Krajowej. Operowała na terenie powiatu opoczyńskiego. Kryptonimy: „Port”, „Opole”, „Porzeczka”, „Polano”, „Szkółka”, „Flet”, „AE”.
Formalnie Obwód Opoczno powstał w marcu 1940 roku. Początkowo wchodził w skład Okręgu Radomsko-Kieleckiego Armii Krajowej. 1 kwietnia 1942 r. Obwód Opoczno przekazano pod komendę  Inspektoratu Piotrkowskiego Okręgu AK Łódź.

## Struktura Obwodu

### Komenda Obwodu
Kolejnymi komendantami Obwodu Opoczno byli:  
1. ppor. rez. Józef Kula, ps. „Brzezina”, od listopada do połowy grudnia 1939 r.
2. plut. Zdzisław Jaczniakowski, ps. „Kuba”, w 1940 r.
3. kpt. Józef Mikina, ps. „Butrym”, „Jedynak”, od wiosny do czerwca 1941 r.
4. kpt./mjr Jan Bąkowski, ps. „Rdzawicz”, od jesieni 1941 r. do 28 sierpnia 1942 r.
5. kpt Jan Seredyński, ps. „Bolek”, „Reda”, od października 1942 r. do grudnia 1943 r.
6. kpt. Włodzimierz Czajkowski, ps. „Zięba”, od grudnia 1943 r. do 9 maja 1944 r.
7. ponownie kpt. Jan Seredyński, ps. „Bolek”, „Reda”, od 9 maja 1944 r, do 19 stycznia 1945 r.[4]

### Struktura terytorialna
Obwód podzielono na cztery rejony gminne i jeden miejski. Oznaczono je kryptonimami pochodzącymi od pierwszych liter pseudonimów komendantów:  
- Rejon I — kryptonim M-I — gminy: Machory, Topolice, Wielka Wola, Niewierszyn i Radonia. Komendant: por./kpt. Stefan Szlązak, ps. „Malwa”.
- Rejon II — kryptonimy: T-II, O-II — gminy: Białaczów, Bukowiec, Kunice, Brzustowiec, Opoczno. Komendanci: por. Zdzisław Brzeski, ps. „Topór”, Zygmunt Helion, ps. „Okularnik”, „Margas”.
- Rejon III — kryptonim J-III — gminy: Rusinów, Przysucha. Komendant: Edward Wiórkiewicz, ps. „Jastrząb”.
- Rejon IV — kryptonim G-IV — gminy: Drzewica, Krzczonów. Komendant: ppor. Zygmunt Mirkowski, ps. „Góra”.
- Rejon V — Opoczno-Miasto, podzielony na cztery dzielnice -— brak obsady.

Według stanu na 15 kwietnia 1942 r. obwód liczył 875 żołnierzy, a 1 grudnia 1944 r. 2068 żołnierzy. 
Na terenie Obwodu Opoczno działało wiele oddziałów partyzanckich, m.in. „Trojan” (pod dowództwem Mariana Tarkowskiego, ps. „Trojan”), „Wicher” (pod dowództwem ppor. Witolda Kucharskiego, ps. „Mazur”, „Wicher”), „Burza” (pod dowództwem sierż. Stanisława Karlińskiego, ps. „Kruk”, „Onufry”, „Burza”). „Błysk” (pod dowództwem Wilhelma Czulaka, ps. „Góral”), „Henryk” (pod dowództwem ppor. pilota Henryka Furmańczyka, ps. „Henryk”), „Bończa” (pod dowództwem ppor. Kazimierza Załęskiego, ps. „Bończa”).